# Melieria rubella
Melieria rubella är en tvåvingeart som först beskrevs av Robineau-desvoidy 1830.  Melieria rubella ingår i släktet Melieria och familjen fläckflugor. Inga underarter finns listade i Catalogue of Life.